# (171576) 1999 VP11
(171576) 1999 VP11 est un astéroïde Apollon, également aréocroiseur, cythérocroiseur et herméocroiseur, classé comme potentiellement dangereux. Il fut découvert par LINEAR à Socorro le 7 novembre 1999.